# المياه الضحلة (فلم)
المياة الضحلة هو فيلم رعب تم إنتاجه في الولايات المتحدة وصدر في سنة 2016. الفيلم من إخراج جومي كوليت سيرا وكتابة أنتوني جاسوينسكي. من بطولة بليك ليفلي وبريت كولن وسيدونا ليج وأوسكار خاينادا.

## القصة
تدور قصة الفيلم حول سمكة قرش بيضاء عملاقة تهاجم نانسي (بلايك ليفلي) أثناء ممارستها ركوب الأمواج بمفردها، تتقطع بها السبل على مقربة من الشاطئ، فتصبح على بعد مائتي ياردة فقط من نجاتها وبقائها على قيد الحياة، ثم تدرك أن الوصول لهناك وبلوغ النجاة هو أمر يحتاج إلى إرادة فولاذية.

## الميزانية والإيرادات
بلغت تكلفة إنتاج الفيلم حوالي 17 مليون دولار بينما حقق إيرادات تقدر بـ 68,769,269 مليون دولار.

## وصلات خارجية
- مقالات تستعمل روابط فنية بلا صلة مع ويكي بيانات